# Pandanus subacaulis
Pandanus subacaulis är en enhjärtbladig växtart som beskrevs av Elmer Drew Merrill. Pandanus subacaulis ingår i släktet Pandanus och familjen Pandanaceae. Inga underarter finns listade.